# Gimnastyka na Letnich Igrzyskach Olimpijskich 1928
Wyniki zawodów gimnastycznych, które odbyły się podczas LIO 1928.
Łącznie wystartowało 144 gimnastyków, w tym 88 mężczyzn i 56 kobiet, którzy reprezentowali 11 krajów. Zawody odbyły się pomiędzy 8 a 10 sierpnia 1928 r.

## Medaliści

### Mężczyźni
| Konkurencja                 |                |                 |                   |
| --------------------------- | -------------- | --------------- | ----------------- |
| Wielobój indywidualnie      | Georges Miez   | Hermann Hänggi  | Leon Štukelj      |
| Wielobój drużynowo          | Szwajcaria     | Czechosłowacja  | Królestwo SHS     |
| Skok przez konia            | Eugen Mack     | Emanuel Löffler | Stane Derganc     |
| Ćwiczenia na poręczach      | Ladislav Vácha | Jože Primožič   | Hermann Hänggi    |
| Ćwiczenia na drążku         | Georges Miez   | Romeo Neri      | Eugen Mack        |
| Ćwiczenia na kółkach        | Leon Štukelj   | Ladislav Vácha  | Emanuel Löffler   |
| Ćwiczenia na koniu z łękami | Hermann Hänggi | Georges Miez    | Heikki Savolainen |

### Kobiety
| Konkurencja        |          |        |                 |
| ------------------ | -------- | ------ | --------------- |
| Wielobój drużynowo | Holandia | Włochy | Wielka Brytania |

## Klasyfikacja medalowa
| Klasyfikacja medalowa | Klasyfikacja medalowa | Klasyfikacja medalowa | Klasyfikacja medalowa | Klasyfikacja medalowa | Klasyfikacja medalowa |
| --------------------- | --------------------- | --------------------- | --------------------- | --------------------- | --------------------- |
| Miejsce               | Reprezentacja         | Złoto                 | Srebro                | Brąz                  | Razem                 |
| 1.                    | Szwajcaria            | 5                     | 2                     | 2                     | 9                     |
| 2.                    | Czechosłowacja        | 1                     | 3                     | 1                     | 5                     |
| 3.                    | Królestwo SHS         | 1                     | 1                     | 3                     | 5                     |
| 4.                    | Holandia              | 1                     | 0                     | 0                     | 1                     |
| 5.                    | Włochy                | 0                     | 2                     | 0                     | 2                     |
| 6.                    | Wielka Brytania       | 0                     | 0                     | 1                     | 1                     |
| 6.                    | Finlandia             | 0                     | 0                     | 1                     | 1                     |